# Ngón tay giữa
Ngón tay giữa là ngón thứ ba trên bàn tay người, nằm giữa ngón trỏ và ngón áp út (ngón tay đeo nhẫn). Thông thường nó là ngón tay dài nhất.

## Ngón tay thối
Tại các quốc gia phương Tây, việc giơ ra ngón giữa với bàn tay chụm lại, bị coi là một cử chỉ hỗn xược. Cử chỉ này thường được dùng để lăng mạ người, hay nhóm mà ngón tay này chỉ vào. Trong tiếng Việt nó được gọi là "ngón tay thối" (tiếng Đức: Stinkefinger). Ở Đức, cử chỉ này có thể bị đưa ra tòa về tội phỉ báng, nhất là khi giơ ngón giữa với cảnh sát.